# Eduard van Middleham
Eduard van Middleham (Middleham, december 1473 - aldaar, 9 april 1484) was van 1483 tot aan zijn dood prins van Wales. Hij behoorde tot het huis York.

## Levensloop
Eduard was de enige zoon van hertog Richard van Gloucester, broer van koning Eduard IV van Engeland, uit diens huwelijk met Anne Neville, dochter van Richard Neville, graaf van Warwick. Hij had al  bij zijn geboorte een labiele gezondheidstoestand en verbleef het grootste deel van zijn leven op het landgoed van zijn ouders in Middleham.  
In 1478 benoemde zijn oom hem tot graaf van Salisbury. Nadat Eduard IV in juli 1483 was overleden, liet Richard van Gloucester het huwelijk van zijn broer ongeldig verklaren, zodat zijn neven Eduard VI en Richard van Shrewsbury als onwettige kinderen hun recht op de Engelse troon verloren en Richard als koning Richard III de troon kon bestijgen. Na zijn troonsbestijging benoemde hij zijn zoon Eduard van Middleham tot titelvoerend stadhouder van Ierland. Ook kreeg Eduard de titels van hertog van Cornwall en prins van Wales. Ten tijde van zijn benoeming tot prins van Wales ondernam hij een reis naar York, om op 8 september 1483 feestelijk gekroond te worden in de Kathedraal van York. Vervolgens keerde de jongen samen met zijn moeder terug naar Middleham.
Eduard van Middleham stierf onverwacht in april 1484, tien jaar oud. Zijn overlijden stortte zijn ouders in een diepe crisis, die naast het persoonlijke verlies van hun zoon geconfronteerd werden met de afwijzing door hun volk, die het overlijden van Eduard zagen als een godsoordeel en als het bewijs dat zijn vader Richard III verantwoordelijk was voor de verdwijning van zijn neven Eduard V en Richard van Shrewsbury. Eduard van Middleham werd bijgezet in de parochiekerk van Sheriff Hutton. Aangezien zijn vader geen andere zonen had, stelde hij zijn neef John de la Pole aan als nieuwe troonopvolger.